# Kazimierz Ćmielewski
Kazimierz Ćmielewski – polski inżynier, dr hab. nauk technicznych, profesor nadzwyczajny Instytutu Geodezji i Geoinformatyki Wydziału Inżynierii Kształtowania Środowiska i Geodezji Uniwersytetu Przyrodniczego we Wrocławiu.

## Życiorys
W 1981 ukończył studia geodezji w Akademii Rolniczej we Wrocławiu, w 1991 obronił pracę doktorską Badania dokładności pomiarów wysokościowych toru podsuwnicowego wykonanych automatycznym sposobem za pomocą zintegrowanego systemu, 21 lutego 2008 habilitował się na podstawie pracy zatytułowanej Zastosowanie technik światłowodowych i laserowych w precyzyjnych pomiarach kształtu i deformacji obiektów inżynierskich.
Piastuje stanowisko profesora nadzwyczajnego w Instytucie Geodezji i Geoinformatyki na Wydziale Inżynierii Kształtowania Środowiska i Geodezji Uniwersytetu Przyrodniczego we Wrocławiu.